# Hans von Flotow
Hans von Flotow, född 10 september 1862, död 1935, var en tysk diplomat.
Flotow ingick 1893 på diplomatbanan, var legationssekreterare i Dresden, Haag och vid tyska beskickningen hos Vatikanen, blev 1904 ambassadsekreterare, 1908 föredragande råd i utrikesministeriet, 1910 sändebud i Bryssel och 1913 ambassadör i Rom, där han i december 1914 avlöstes av furst Bernhard von Bülow.